# Fabrizio Serra Editore
Fabrizio Serra editore è una casa editrice italiana, con sedi principali a Pisa e a Roma. Fondata da Fabrizio Serra, è specializzata nell'editoria accademica.

## Storia
La casa editrice è stata fondata da Fabrizio Serra, che ne è il direttore editoriale e il presidente. Fabrizio Serra è attivo nel campo editoriale da oltre cinquanta anni e proviene da una famiglia che opera nel campo dell'editoria dal 1928, quando il Commendatore Umberto Giardini, suo nonno, diede vita alla Giardini editori e stampatori in Pisa.
Negli anni ha acquisito vari editori accademici italiani, tra cui, nel 1989, le Edizioni dell'Ateneo di Roma.
Ha sedi operative a Pisa, a Roma e a Agnano Pisano (dove si trovano anche i magazzini e la propria tipografia).

## Pubblicazioni
La Fabrizio Serra editore pubblica più di trecento novità all'anno, suddivise fra le oltre centocinquanta riviste internazionali di ricerca erudita, comprese quelle edite con il proprio marchio Istituti editoriali e poligrafici internazionali, tutte disponibili in formato cartaceo unitamente a quello elettronico, e le oltre centottanta collane accademiche, comprese quelle edite con i propri marchi Accademia editoriale, Edizioni dell'Ateneo, Giardini editori e stampatori in Pisa, Gruppo editoriale internazionale e Istituti editoriali e poligrafici internazionali.

### Riviste
Tra le riviste edite si annoverano Materiali e discussioni per l'analisi dei testi classici (fondata e diretta da Gian Biagio Conte), Esperienze Letterarie, Archivio di filosofia, Il Foro Padano, Acta philosophica, La lingua italiana. Storia, strutture, testi e Studi novecenteschi.